# Laura Ávila
Laura Ávila (Buenos Aires, 1974) es una guionista, novelista y realizadora cinematográfica argentina, egresada del Instituto de Arte Cinematográfico de Avellaneda.

## Carrera
Aunque nacida en la ciudad de Buenos Aires, vivió hasta su adolescencia en la localidad José Mármol, en las afueras de la ciudad.
Su primera publicación fue en 1997, la editorial Columba publicó El hombre de azogue, ilustrado por el dibujante Gerardo Canelo y firmado con el seudónimo de Mariano Avilés. En 2009 publicó su primera novela, La Rosa del río, que fue seleccionada dentro de las 200 publicaciones del Bicentenario de la Revolución de Mayo, publicada por la Secretaría de la Cultura. Sus obras combinan divulgación histórica argentina con aventura y acción, y recrean la vida cotidiana de antaño. Dentro de sus ficciones se producen encuentros entre las infancias, las etnias y las clases sociales de ayer que repercuten en el hoy. Algunos de sus libros privilegian relatos de africanos esclavizados y sus descendientes. A partir de esas combinaciones, ha creado ficciones históricas como La sociedad secreta de las hermanas Matanza, que muestra la vida de chicas y chicos afroargentinos a fines del siglo XIX.

## Obra

### Novelas históricas
- La rosa del río
- El pan de los patricios
- Historia de tres banderas
- El fantasma del aljibe
- Escondidos
- La sociedad secreta de las hermanas Matanza[3]
- Final cantado
- Moreno[4]
- Los espantados del Tucumán
- Los músicos del 8[5]
- Libertadores[5]
- El sello de piedra
- El general y la niña
- Farolero (junto a Cucho Cuño)
- Los niños del Rey

### Guiones
- 2011: Tiempos menos modernos[6] (junto a Simón Franco) (Simón Franco)[7]
- 2014: Guaraní (Tratamiento de guion) (Luis Zorraquín)
- 2015: Juan y Yastay (Pedro Blumenbaum)
- 2016: Historias Chicas (Pedro Blumenbaum)[8]
- 2018: Vinchuca (junto a Luis Zorraquín, en preproducción), que participó en el concurso de guiones inéditos del Festival Internacional del Nuevo Cine Latinoamericano.[9]

## Premios
- 2012: Destacado Asociación de Literatura Infantil y Juvenil Argentina y como mejor Novela Infantil por La sociedad secreta de las Hermanas Matanza[10]
- 2017: Distinción con el Recomendado de ALIJA por la novela "Los músicos del 8".
- 2018: Mención en el Premio Nacional, apartado Guion de Radio y TV, por el guion de la obra Historias chicas[8]